# Михайло Руснак
Михайло Руснак ЧНІ (словац. Michael Rusnak, оригінальне прізвище Русначок, словац. Rusnačok; 21 серпня 1921, Бівердейл, США — 16 січня 2003, Торонто, Канада) — американський церковний діяч словацького походження, греко-католицький єпископ, редемпторист; у 1980—1996 роках єпископ Торонтської єпархії святих Кирила і Методія Словацької греко-католицької церкви.

## Життєпис
Михайло Руснак народився 21 серпня 1921 року в м. Бівердейл (штат Пенсильванія, США). Освіту здобував у монастирі редемптористів у м. Михайлівці (Словаччина), відтак вивчав фолософію в університеті м. Братислава (Словаччина), а богослов'я — в семінарії у м. Оборісте, поблизу Праги (Чехія). До Чину Найсвятішого Ізбавителя (редемптористи) вступив у 1941 році, а 2 серпня 1942 року склав вічні обіти.
Висвячений на священника 3 липня 1949 року владикою Павлом Ґойдичем, єпархом Пряшівським. Невдовзі, впродовж 1950—1951 років був ув'язнений комуністичною владою та звільнений завдяки американському громадянству. Протягом 1952—1964 років виконував служіння пароха у словацькій парафії Різдва Пречистої Діви Марії у м. Торонто (Канада).

### Єпископ
25 серпня 1964 року Папа Павло VI призначив о. Михайла Руснака титулярним єпископом Зерніцо та помічником єпископа Торонто Ісидора Борецького. Архиєрейська хіротонія відбулася 2 січня 1965 року у м. Торонто, де головним святителем був владика Ісидор Борецький, єпарх Торонтський, а співсвятителями — владика Микола Томас Елко, єпарх Пітсбурга, та владика Йоаким Сегеді, титулярний єпископ Гіпсарії.
13 жовтня 1980 року владика Михайло Руснак призначений Папою Римським Іваном Павлом II єпархом новозаснованої єпархії Святих Кирила і Методія для словаків візантійського обряду у м. Торонто (Канада). Своє єпископське служіння на цій катедрі владика Михайло виконував до 11 листопада 1996 року, коли Папа Іван Павло II прийняв його зречення з уряду.
Помер владика Михайло Руснак 16 січня 2003 року в м. Торонто (провінція Онтаріо, Канада).